# Зайцев, Алексей Михайлович
Алексей Михайлович Зайцев (20 марта [1 апреля] 1856, Казань — 1921, неизвестно) — русский геолог, профессор минералогии Томского университета.

## Биография
Родился 20 марта (1 апреля) 1856 года в Казани, сын потомственного почетного гражданина, казанского 2–й гильдии купца Михаила Саввича Зайцева. Окончил с серебряной медалью 2-ю Казанскую гимназию в 1874 году и физико-математический факультет Казанского университета.
За кандидатскую диссертацию «Описание кристаллических изверженных пород, выступающих по Нижней Тунгуске» удостоен в 1879 году звания кандидата наук. В 1880 году назначен сверхштатным ассистентом, а в 1885 году — хранителем геологического кабинета Императорского Казанского университета.
С 1888 года — профессор Томского императорского университета. По совместительству профессор Томского технологического института.
В 1907 году уехал из Томска. До Первой мировой войны работал в Императорском Варшавском университете.
Скончался в 1921 году.

## Основные труды
Геологические труды Зайцева посвящены исследованию Восточной России, Урала и Западной Сибири.
В «Трудах Общества естествоиспытателей при Казанском университете» были размещены его статьи:
- Геологический разрез берегов р. Камы от с. Усолье до г. Елабуги // Труды Казанского об-ва естествоиспытателей при Казанском университете, 1878. — Т. VII. — Вып. 2.
- Геологические исследования в области Пермского бассейна в Казанской и Самарской губерниях и по р. Волге между устьем р. Сока и Сызранью // Труды Казанского об-ва естествоиспытателей при Казанском университете, 1880. — Т. 9. — Вып. 2. — 68 с.
- Геологическое исследование в области пермского бассейна в Казанской и Самарской губерниях // Труды Казанского об-ва естествоиспытателей при Казанском университете — Т. IX. 
Кристаллические породы окрестностей Красноводска // Труды Казанского об-ва естествоиспытателей при Казанском университете, 1884. — Т. XIII. — Вып. 2.
- Геологический очерк Кыштымской и Каслинской дач в Среднем Урале, вып. 1—2 // Труды Общества естествоиспытателей при Казанском университете, 1885. — В. 3 (магистерская диссертация).
- Заметка о геологическом строении местности на восточном склоне Урала между рр. Синарою и Караболкою и линиею Кунакбаева—Зырянкульская—Зигалзинская—Тюбук. // Труды Общества естествоиспытателей при Казанском университете. — (Приложение к протоколам заседаний Общества естествоиспытателей при Казанском университете; №76).
- Геологические исследования в Самарской, Симбирской и Казанской губерниях / А. М. Зайцев // Труды Общества естествоиспытателей при Казанском университете, 1885. — Т. 15. — Вып. 1.

В «Трудах геолог. комитета» напечатаны: 
 «Геологическое описание Ревдинского и Верх-Исетского округов» (т. IV, № 1, докторская диссертация); 
 «Геологическое исследование в Николае-Павдинском окр.», т. XIII, № 1.
В «Известиях Томского университета»: 
 «Заметка о геологическом строении окружения Томска», кн. 1, 
 «О породах киргизской степи между Иртышем и оз. Балхашем», кн. 3.
В «Вестнике золотопромышленности»:
- Геологический очерк Балыксинской системы приисков Кузнецкого округа, Томской губернии / А. М. Зайцев // Вестник золотопромышленности, 1892. — № 1, 2, 3, 4, 6.
- К геологии южной золотоносной системы Енисейского округа. Материал, собранный Д. В. Клеменцом в юго-восточной части системы в 1889 г. // Вестник золотопромышленности, 1892. — № 7—10 и № 13.

- О месторождениях бурого угля в Мариинском округе Томской губернии / А. М. Зайцев // Вестник золотопромышленности, 1894. — № 22—24.
- О месторождениях железных руд в Томском и Мариинском округах / А. М. Зайцев // Вестник золотопромышленности, 1894. — № 1—3 .
- К вопросу о месторождениях полезных ископаемых в районе Сибирской железной дороги: по данным исследований 1894—1895 гг. / А. М. Зайцев // Вестник золотопромышленности, 1895. — № 20—23.
- Томская губерния в районе железной дороги между реками Обью и Чулымом / А. М. Зайцев // Вестник золотопромышленности, 1897. — № 23.
- На озере Шира / А. М. Зайцев // Вестник золотопромышленности, 1904. — № 13; № 14.
- По золоторудному району: Ачинск — Мариинская Тайга / А. М. Зайцев // Вестник золотопромышленности, 1904. — № 3—4.
- «О коренных местах золота в Мариинском округе» (1893).

В «Горном журнале»:
- Геологические исследования 1893 года в бассейнах рек Яи и Кии и по р.Чулыму. (Предварительный отчет) // Горный журнал, 1894. — Т. III. — Кн. 8 (август).

В «Записках Императорского Русского Географического Общества»:
- К петрографии местности около оз. Зайсана гор Мус-Тау и Саур (материал, собранный А. Н. Седельниковым в 1903 году) // Записки Императорского Русского Географического Общества, 1906. — Т. XXXII.

В «Известиях Восточно-Сибирского отделения Географического общества»: «Геолог. экск. в верх. р. Томи», т. XXIII.

## Память
Карстовая пещера Зайцева (546-5). Находится в четвертичных известняковых туфах Долгоруковской яйлы у входа в пещеру Кизил-Коба в Крыму. Протяженность 40 м, глубина 5 м, площадь 80 м². Сформировалась около 20 тысяч лет назад. Вскрыта при распиловке туфов в 1905 году. Состоит из одного зала с неровным полом и стенами, сложенными туфом и натеками. Описана исследователем Крыма, профессором-геологом A. M. Зайцевым, в честь которого была названа сотрудниками ККЭ в 1959 году.